# Obladis
Obladis ist ein Ort im Oberinntal in Tirol und gehört zur Gemeinde Ladis im Bezirk Landeck. Der Ort ist wegen seiner heilkräftigen Schwefel- und Sauerquellen (Tiroler Sauerbrunn) seit dem Mittelalter bekannt.

## Geographie
Der kleine Ort befindet sich 8½ Kilometer südöstlich von Landeck und oberhalb von Prutz. Er liegt auf der Sonnenterrasse, oberhalb des Ortes Ladis, auf um die 1395 m ü. A. Höhe. Über dem Ort erhebt sich das Schönjoch (2491 m ü. A.), der nordwestlichste Gipfel der Samnaungruppe. Talgegenüber liegt der untere Glockturmkamm (3148 m ü. A.) und der Taleingang des Kaunertals, und talauswärts der Kaunergrat mit der Aifnerspitze (2779 m ü. A.), beide Ötztaler Alpen.
Die Ortslage umfasst nur eine Gebäudegruppe, ein ehemaliges Badehotel.
Nachbarorte
|                                  | Niedergallmig (Gem. Fließ) Neuegg           |       |
| Samnaun (Gem. Fiss u. Serfaus) ∗ | Kompassrose, die auf Nachbargemeinden zeigt | Ladis |
| Fiss (Gem. Fiss)                 | Überwasser                                  |       |

∗ Die zerstreuten Häuser des Schigebiets

## Geschichte

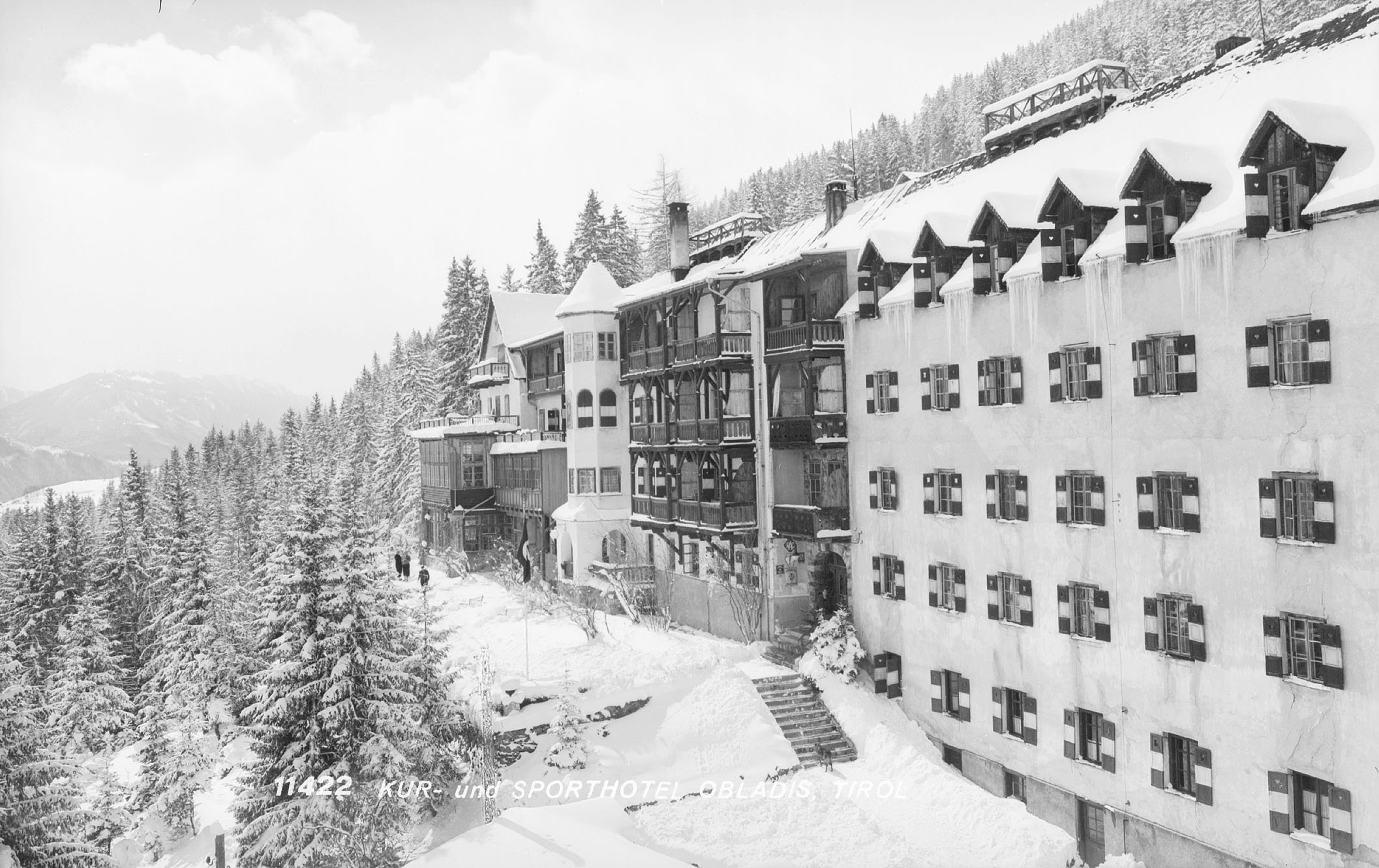
Kur- und Sporthotel Obladis, um 1960

Der Name Obladis bedeutet schlicht „Ober-Ladis“.
Nach einer alten Überlieferung entdeckte der Hirte Nikolaus Schederle 1212
die Sauerbrunnquelle (Mineralquelle mit natürlichen Kohlendioxidgehalt), weshalb jener Niggl-Brunnen genannt wurde (Niggl zu Nikolaus).
Die Leute bedienten sich dieser Heilquelle bei allen Krankheiten. Kaiser Max ließ es untersuchen und sein Doktor nannte es „aines der allerhailsamisten von gantz Teutschland“. Auch spätere Untersuchungen kamen zum Ergebnis, dass dieser Sauerbrunn „unter allen der Mildeste, Lieblichste, Geistreichste und Kräftigste sei“. Seit dem Spätmittelalter war der Ort Heilbad.
Da die Quelle auf landesfürstlichen Grunde lag, unterstand sie direkt der Hofkammer zu Innsbruck. Weil die Schwefelquellen Badekuren ermöglichen, entwickelte sich in Ladis-Obladis schon sehr früh der Tourismus.
Fürsten, Kaiser und tausende von Gästen verwendeten es für Trinkkuren. Schon ab der frühen Neuzeit wurde das Wasser auch abgefüllt, und in versiegelten Flaschen verbracht (urkundlich etwa für die Landesfürsten Ferdinand II., Claudia, Leopold V. belegt).
Ursprünglich „meterhoch emporquellend“, schüttete die Quelle vermutlich seit dem Inntal-Erdbeben in der Nacht des 17. Juli 1670 nurmehr zentimeterhoch.
Ende des 18. Jahrhunderts war der Besuch beinahe zum Erliegen gekommen.
1833 wurde die Quelle versteigert, und – mit staatlicher Auflage dazu – ein großes Kurhotel erbaut. Dieses wurde von der Sauerbrunnen-Gesellschaft Obladis geführt.
Ab dieser Zeit florierte der Kur- und Heilwasserbetrieb wieder. Weil keine gute Straße nach Obladis führte, wurde um die Jahrhundertwende für den Mineralwassertransport eine Materialseilbahn von Prutz (866 m) herauf erbaut.
1972 brannte das Hotel ab und wurde neu aufgebaut.

## Wirtschaft und Infrastruktur
Heute ist hier ein Pensionsbetrieb mit Café. Für das Heilwasser besteht bis heute Flaschenabfüllung (Tiroler Sauerbrunn).
Es ist ein staatlich anerkanntes Heil- und Mineralwasser.
Beide Unternehmungen werden heute als Familienbetrieb (Familie Kirschner) geführt.
Freie Wasserentnahme am öffentlichen Brunnen ist möglich.
Die Brunnfassung ist mit etlichen historischen Gedenktafeln ausgestattet. An der Kurpromenade stand eine marmorne Brunnensäule, die 1576 von Erzherzog Ferdinand nach einer Trinkkur gestiftet wurde.